# Ludia eximia
Ludia eximia är en fjärilsart som beskrevs av Rothschild 1907. Ludia eximia ingår i släktet Ludia och familjen påfågelsspinnare. Inga underarter finns listade i Catalogue of Life.